# Beaumont-Pied-de-Bœuf (Mayenne)
 Beaumont-Pied-de-Bœuf  es una población y comuna francesa, en la región de Países del Loira, departamento de Mayenne, en el distrito de Château-Gontier y cantón de Grez-en-Bouère.

## Demografía
| 220 | 240 | 202 | 180 | 186 | 190 |
| Para los censos de 1962 a 1999 la población legal corresponde a la población sin duplicidades (Fuente: INSEE [Consultar]) |     |     |     |     |     |